# Rudolf Meister (Pianist)

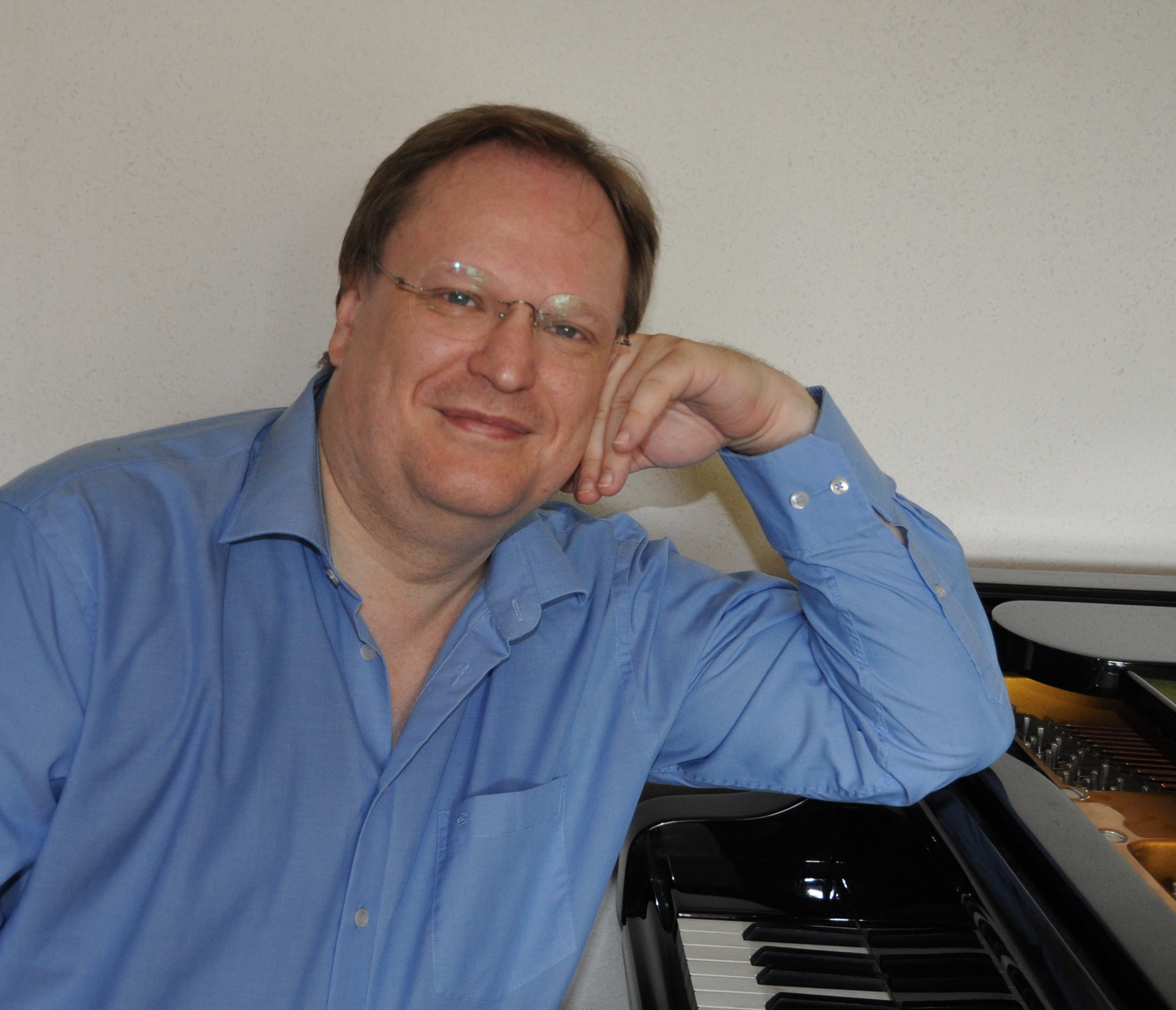
Rudolf Meister (2013)

Rudolf Meister (* 1963 in Heidelberg) ist ein deutscher Pianist, Professor für Klavier und Präsident der Musikhochschule Mannheim.

## Leben und Wirken
Im Alter von 20 Jahren schloss Meister sein Studium an der Hochschule für Musik und Theater Hannover bei seinem Vater Konrad Meister mit der künstlerischen Reifeprüfung ab. Er erhielt mehrere österreichische Stipendien und setzte sein Studium an der Wiener Musikhochschule bei Paul Badura-Skoda fort. Schon zu dieser Zeit gewann er mehrere internationale Musikwettbewerbe. Als Stipendiat der Studienstiftung des deutschen Volkes studierte er an der New Yorker Juilliard School bei Jacob Lateiner, außerdem wurde er in die Künstlerliste des Deutschen Musikrates aufgenommen. 
Im Alter von 26 Jahren wurde Meister auf eine Professur der Musikhochschule Mannheim berufen. Seine Studierenden sind Preisträger bei wichtigen nationalen und internationalen Wettbewerben (unter anderem ARD-Wettbewerb, The Dranoff International Two Piano Competition in Miami). Seit 1997 ist er Rektor der Musikhochschule Mannheim und war damals jüngster Hochschulrektor Deutschlands.
Meister trat weltweit als Solist mit mehr als 40 Orchestern auf sowie als Kammermusiker mit Partnern wie Isabelle van Keulen und Ulf Hoelscher. Seine Tourneen führten ihn in Säle wie das Lincoln Center in New York, das Bunka Kaikan, das Seoul Arts Center, Salle Gaveau in Paris, Wiener Musikverein, die Berliner Philharmonie und das Festspielhaus Baden-Baden. Er spielte auch zahlreiche CDs ein.
Meister war Vorstandsmitglied der Rektorenkonferenz der Musikhochschulen in der Bundesrepublik Deutschland. Er ist 1. Vorsitzender der Internationalen Max-Reger-Gesellschaft und des Fachbeirats der Popakademie Baden-Württemberg. Für seine Förderung der rumänischen Kultur wurde ihm die George Enescu-Medaille des Rumänischen Kulturinstituts verliehen.

## Privates
Meister ist der Sohn des Pianisten und Professors für Klavier Konrad Meister und seiner damaligen Frau, der Komponistin, Pianistin und Musikpädagogin Siegrid Ernst. Sein Halbbruder ist der Stuttgarter Generalmusikdirektor Cornelius Meister.